# Estadio Comunal de Andorra la Vieja
El Estadio Comunal de Andorra la Vieja (en catalán: Estadi Comunal d'Andorra la Vella) es el estadio de la selección de fútbol de Andorra, además es sede del Fútbol Club Andorra, único club de Andorra que participa en la Liga Española, actualmente encuadrado en Primera Federación. Está ubicado en Andorra la Vieja, Andorra.
La capacidad actual del estadio es de solo 1800 espectadores, que llevaron a la Federación Andorrana de Fútbol a disputar los partidos clasificatorios de la Eurocopa 2008 en el Estadio Olímpico Lluís Companys, en Barcelona (España), donde se enfrentaría con selecciones de la talla de Inglaterra, ya que este estadio tiene una capacidad alrededor de 55 000 espectadores.